# Lijst van voetbalinterlands Kenia - Somalië
Deze lijst van voetbalinterlands is een overzicht van alle officiële voetbalwedstrijden tussen de nationale teams van Kenia en Somalië. De landen speelden tot op heden elf keer tegen elkaar. De eerste ontmoeting was een kwalificatiewedstrijd voor de Afrikaanse Spelen 1973 op 29 november 1972 in Caïro (Egypte). Het laatste duel, een groepswedstrijd tijdens de CECAFA Cup 2007, werd gespeeld in Dar es Salaam (Tanzania) op 14 december 2007.

## Wedstrijden
| №  | Plaats        | Datum            | Competitie                          | Wedstrijd       | Uitslag |
| -- | ------------- | ---------------- | ----------------------------------- | --------------- | ------- |
| 1  | Caïro         | 29 november 1972 | Afrikaanse Spelen 1973 kwalificatie | Somalië − Kenia | 2 − 2   |
| 2  | Mogadishu     | 4 december 1977  | CECAFA Cup 1977                     | Somalië − Kenia | 0 − 1   |
| 3  | Lilongwe      | 11 november 1978 | CECAFA Cup 1978                     | Kenia − Somalië | 1 − 0   |
| 4  | Mogadishu     | 9 november 1984  | Afrika Cup 1986 kwalificatie        | Somalië − Kenia | 1 − 0   |
| 5  | Nairobi       | 24 november 1984 | Afrika Cup 1986 kwalificatie        | Kenia − Somalië | 1 − 0   |
| 6  | Mbale         | 8 december 1984  | CECAFA Cup 1984                     | Kenia − Somalië | 1 − 1   |
| 7  | Nairobi       | 7 oktober 1986   | Vriendschappelijk                   | Kenia − Somalië | 2 − 1   |
| 8  | Nairobi       | 26 november 1994 | CECAFA Cup 1994                     | Kenia − Somalië | 3 − 1   |
| 9  | Kigali        | 12 december 2001 | CECAFA Cup 2001                     | Kenia − Somalië | 3 − 0   |
| 10 | Addis Abeba   | 14 december 2004 | CECAFA Cup 2004                     | Somalië − Kenia | 0 − 1   |
| 11 | Dar es Salaam | 14 december 2007 | CECAFA Cup 2007                     | Kenia − Somalië | 2 − 0   |

## Samenvatting
| Competitie                     | Totaal gespeeld | Winst Kenia | Gelijk | Winst Somalië | Doelsaldo Kenia – Somalië |
| ------------------------------ | --------------- | ----------- | ------ | ------------- | ------------------------- |
| Afrika Cup-kwalificatie        | 2               | 1           | 0      | 1             | 1 − 1                     |
| Afrikaanse Spelen-kwalificatie | 1               | 0           | 1      | 0             | 2 − 2                     |
| CECAFA Cup                     | 7               | 6           | 1      | 0             | 12 − 2                    |
| Vriendschappelijk              | 1               | 1           | 0      | 0             | 2 − 1                     |
| Totaal                         | 11              | 8           | 2      | 1             | 17 − 6                    |

KFF · Selecties · Keniaans vrouwenelftal
1926 – 1939 · 
1940 – 1949 · 
1950 – 1959 · 
1960 – 1969 · 
1970 – 1979 · 
1980 – 1989 · 
1990 – 1999 · 
2000 – 2009 · 
2010 – 2019 ·
2020 − 2029
Algerije ·
Angola ·
Australië ·
Bahrein ·
Botswana ·
Burkina Faso ·
Burundi ·
Centraal-Afrikaanse Republiek ·
China ·
Comoren ·
Congo-Brazzaville ·
Congo-Kinshasa ·
Djibouti ·
Egypte ·
Equatoriaal-Guinea ·
Eritrea ·
Ethiopië ·
Gabon ·
Gambia ·
Ghana ·
Guinee ·
Guinee-Bissau ·
India ·
Indonesië ·
Irak ·
Iran ·
Ivoorkust ·
Jemen ·
Jordanië ·
Kaapverdië ·
Kameroen ·
Koeweit ·
Lesotho ·
Liberia ·
Libië ·
Madagaskar ·
Malawi ·
Maleisië ·
Mali ·
Marokko ·
Mauritanië ·
Mauritius ·
Mozambique ·
Namibië ·
Nieuw-Zeeland ·
Nigeria ·
Oeganda ·
Oman ·
Pakistan ·
Qatar ·
Rusland ·
Rwanda ·
Senegal ·
Seychellen ·
Sierra Leone ·
Soedan ·
Somalië ·
Swaziland ·
Taiwan ·
Tanzania ·
Thailand ·
Togo ·
Trinidad en Tobago ·
Tunesië ·
Verenigde Arabische Emiraten ·
Zambia ·
Zimbabwe ·
Zuid-Afrika ·
Zuid-Korea ·
Zuid-Soedan ·
Zwitserland
SFF · A-internationals
1970-1979 ·
1980-1989 ·
1990-1999 ·
2000-2009 ·
2010-2019 ·
2020-2029
1972 ·
1973 · 
1974 · 
1975 · 
1976 · 
1977 · 
1978 · 
1979 ·
1980 · 
1981 ·
1982 · 
1983 · 
1984 · 
1985 · 
1986 · 
1987 ·
1988 ·
1989 ·
1990 ·
1991 ·
1992 ·
1993 ·
1994 · 
1995 · 
1996 ·
1997 ·
1998 ·
1999 · 
2000 · 
2001 · 
2002 · 
2003 · 
2004 · 
2005 · 
2006 · 
2007 · 
2008 · 
2009 · 
2010 · 
2011 · 
2012 ·
2013 ·
2014 ·
2015 ·
2016 ·
2017 ·
2018 ·
2019 ·
2020 ·
2021 ·
2022 ·
2023
Algerije ·
Botswana ·
Burundi ·
China ·
Djibouti ·
Egypte ·
Eritrea ·
Ethiopië ·
Ghana ·
Guinee ·
Kameroen ·
Kenia ·
Libanon ·
Malawi ·
Marokko ·
Mauritanië ·
Mozambique ·
Niger ·
Oeganda ·
Oman ·
Rwanda ·
Sierra Leone ·
Soedan ·
Swaziland ·
Tanzania ·
Tunesië ·
Zambia ·
Zimbabwe ·
Zuid-Soedan